# 龚慎仪
龚慎仪，南唐大臣。后主李煜时期，任给事中。开宝3年（970年），宋太祖赵匡胤欲讨伐南汉，在此之前先让当时已向宋臣服的李煜作书劝说南汉后主刘鋹臣服。李煜命大臣潘佑作书，由龚慎仪带往南汉。刘鋹得书大怒，囚禁龚慎仪。李煜向赵匡胤报告了南汉的态度，赵匡胤遂决定发动灭亡南汉的战争。战争结束，龚慎仪才得以回到南唐。
南唐灭亡后，原南唐昭武留后卢绛希望带领所部进入闽继续抵抗，途径龚慎仪任刺史的歙州，龚氏闭城拒守，卢绛大怒，遂派裨将马雄攻城。龚慎仪身着朝服出城，为马雄所杀。
后来卢绛被劝降，龚慎仪的侄子右赞善大夫龚颕上书要為叔父报仇，宋太祖于是斩杀卢绛。